# Skeletons from the Closet: The Best of Grateful Dead
Skeletons from the Closet: The Best of Grateful Dead ist die erste Greatest-Hits-Kompilation der Band Grateful Dead.

## Geschichte
Das erste Mal wurde die LP 1974 von Warner Bros. Records vertrieben. 2004 kam es zu einer Wiederveröffentlichung unter dem Label Rhino Records.
Nachdem sich die letzten Alben Workingman’s Dead und American Beauty gut verkauften, wollte sich Warner Bros. Records die Beliebtheit der Band zunutze machen.
Zudem versuchte Warner Bros. Records die Aufnahmekosten so gering wie nur möglich zu halten. Drei Songs sind dabei keine Dead-Studio-Songs. Turn On Your Lovelight wurde zuerst auf dem Sampler The Big Ball (1970) veröffentlicht, welches nur ein Lockvogelangebot war. Zudem war diese Version in voller Länge auch schon auf dem Livealbum Live/Dead zu hören. Vom Album Europe ’72 wurde der Song One More Saturday Night verwendet. Mexicali Blues von Bob Weir stammte eigentlich von seinem Album Ace (1972), welches ebenfalls von Warner Bros. Records veröffentlicht wurde.
Warner Bros. Records veröffentlichte das Album zwei weitere Male. 1988 kam es auf CD und Kassette auf dem Markt, 1990 noch einmal als LP. Wie man bei der CD mit Kopfhörer gut hören kann, wurde als Vorlage kein Masterband, sondern eine Schallplatte genommen, man hört es mehrmals deutlich knacken. Im Zuge einer Greatest-Hits-Serie verschiedener Künstler brachte Rhino Records das Album am 24. Mai 2004 noch einmal auf den Markt. Im Gegensatz zu den anderen Alben von Grateful Dead wurde dieses Album nicht mit Bonusmaterial versehen.

## Erfolge
In den Billboard Charts erreichte das Album den Platz 75.
Am 14. März 1980 erreichte das Album den Goldstatus, am 15. Dezember 1986 den Platinstatus, am 24. Juni 1994 den doppelten Platinstatus und am 31. Januar 1995 den dreifachen Platinstatus in den Vereinigten Staaten und ist somit das meistverkaufte.

## Trackliste

### 1974 LP
Keine Veränderung bei den späteren Neuveröffentlichungen.

#### Seite 1
1. Golden Road (To Unlimited Devotion) (Garcia) – 2:07
  - Version von: The Grateful Dead.
2. Truckin’ (Garcia, Hunter, Lesh, Weir) – 5:09
  - Version von: American Beauty.
3. Rosemary (Garcia, Hunter) – 1:58
  - Version von: Aoxomoxoa.
4. Sugar Magnolia (Hunter, Weir) – 3:15
  - Version von: American Beauty.
5. St. Stephen (Garcia, Hunter, Lesh) – 4:26
  - Version von: Aoxomoxoa.
6. Uncle John’s Band (Garcia, Hunter) – 4:42

#### Seite 2
1. Casey Jones (Garcia, Hunter) – 4:24
  - Version von: Workingman’s Dead.
2. Mexicali Blues (Barlow, Weir) – 3:24
  - Version von: Ace.
3. Turn on Your Love Light (Deardric Malone, Joseph Scott) – 6:30
  - Version von: The Big Ball.
4. One More Saturday Night (Weir) – 4:45
  - Version von: Europe ’72.
5. Friend of the Devil (Garcia, Hunter) – 3:20
  - Version von: American Beauty.